# Saint-Martin-de-Juillers
Saint-Martin-de-Juillers är en kommun i departementet Charente-Maritime i regionen Nouvelle-Aquitaine i västra Frankrike. Kommunen ligger  i kantonen Aulnay som ligger i arrondissementet Saint-Jean-d'Angély. År 2022 hade Saint-Martin-de-Juillers 152 invånare.

## Befolkningsutveckling
Antalet invånare i kommunen Saint-Martin-de-Juillers
Referens:INSEE